# Andrzej Skrzydlewski
Andrzej Skrzydlewski (* 3. November 1946 in Ksawerów bei Łódź; † 28. Mai 2006 ebenda) war ein polnischer Ringer.

## Werdegang
Andrzej Skrzydlewski war als Jugendlicher sehr kräftig und wurde von Talentsuchern des Sportvereins PTC Pabianice im Alter von 17 Jahren zum Ringen gebracht. Unter Trainer Tadeusz Wnuk machte er schnelle Fortschritte. Er wurde deshalb zum zentralen Sportklub „Wisłoce“ Dębica delegiert, wo Tadeusz Popiolek, Janusz Tracewski und Czeslaw Korzeń für die nächsten Jahre seine Trainer waren. Ab 1972 vertrat er die polnischen Farben bei vielen internationalen Wettkämpfen. Er war ein hervorragender Techniker, der allerdings das Pech hatte seine besten Jahre gerade dann zu haben, als in seiner Gewichtsklasse mit den sowjetischen Sportlern Nikolai Jakowenko und Nikolai Balboschin zwei schier unschlagbare Ausnahmekönner rangen.
Trotzdem gelang es ihm, Balboschin bei der Weltmeisterschaft 1975 in Minsk und den Europameisterschaften 1976 in Leningrad zu schlagen. Sein „Angstgegner“ war der Bulgare Kamen Lozanow Goranow, gegen den er keinen Kampf gewinnen konnte. Die Ausbeute seines ringerischen Einsatzes war der Gewinn von fünf Medaillen, darunter einer Bronzemedaille bei den Olympischen Spielen 1976 in Montreal. 
1980 beendete Andrzej seine Laufbahn als aktiver Ringer und wirkte nach dem Besuch der Trainerakademie in Kattowitz viele Jahre als Trainer, darunter auch einige Jahre im schwedischen Göteborg. Er starb überraschend schon 2006 im Alter von 59 Jahren.

## Erfolge

### Internationale Erfolge
(OS = Olympische Spiele, WM = Weltmeisterschaft, EM = Europameisterschaft, GR = griech.-römischer Stil, S = Schwergewicht, damals bis 100 kg Körpergewicht)
- 1972, 2. Platz, EM in Kattowitz, GR, S, mit Siegen über Nahit Taser, Türkei, Manuel Exposito, Spanien, Nicolae Martinescu, Rumänien, Tore Hem, Norwegen, und Fredi Albrecht, DDR, und einer Niederlage gegen Nikolai Jakowenko, UdSSR;
- 1972, 7. Platz, OS in München, GR, S, mit Siegen über Burke Deadrich, USA, und Lorenz Hecher, BRD, und Niederlagen gegen Ferenc Kiss, Ungarn, und Nikolai Jakowenko;
- 1973, 8. Platz, EM in Helsinki, GR, S, mit Niederlagen gegen Kamen Lozanow Goranow, Bulgarien, und Nikolai Balboschin, UdSSR;
- 1973, 3. Platz, WM in Teheran, GR, S, mit Siegen über Martinescu, James Dushen, USA, und Gürbüz Lü, Türkei, und Niederlagen gegen Lozanow und Balboschin;
- 1974, 5. Platz, EM in Madrid, GR, S, mit Siegen gegen Zdenek Chara, Tschechoslowakei, und Martinescu, und Niederlagen gegen Balboschin und Lozanow;
- 1974, 5. Platz, WM in Kattowitz, GR, S, mit Siegen über Yasunari Akiyama, Japan, Albrecht und Sven Erik Studsgaard, Dänemark, und Niederlagen gegen Lozanow und Balboschin;
- 1975, 10. Platz, EM in Ludwigshafen am Rhein, GR, S, mit Niederlagen gegen Martinesu und Albrecht;
- 1975, 3. Platz, WM in Minsk, GR, S, mit Siegen über Karlo Danji, Jugoslawien, Jozsef Farkas, Ungarn, Akiyama und Balboschin und Niederlagen gegen Martinescu und Lozanow;
- 1976, 5. Platz, EM in Leningrad, GR, S, mit Siegen über Studsgaard, Balboschin und Refik Memišević, Jugoslawien, und Niederlagen gegen Tore Hem und Jozsef Farkas;
- 1976, Bronzemedaille, OS in Montreal, GR, S, mit Siegen über Bahram Moshtagi, Iran, Heinz Schäfer, BRD, und Daniel Vernik, Argentinien, und Niederlagen gegen Brad Rheingans, USA, Lozanow und Balboschin;
- 1977, 3. Platz, EM in Bursa, GR, S, mit Siegen über Schäfer und Ibrahim Kumas, Türkei, und Niederlagen gegen Georgi Petkow, Bulgarien, und Balboschin;
- 1977, 6. Platz, WM in Göteborg, GR, S, mit Siegen über Per Tönnessen, Norwegen, und Heikki Stark, Finnland, und Niederlagen gegen Petkow und Balboschin

### Polnische Meisterschaften
Andrzej Skrzydlewski wurde polnischer Meister (GR, S) in den Jahren 1969, 1971, 1972, 1974, 1975 und 1977.